# Greatest Hits: The Evidence
Greatest Hits: The Evidence è una compilation del rapper statunitense Ice-T, pubblicata nel 2000 da Coroner Records, Atomic Pop e Warner Bros. Records. Totalizza 85/100 su Metacritic.

## Recensioni
| Recensione           | Giudizio |
| -------------------- | -------- |
| AllMusic             | [ 1 ]    |
| Robert Christgau     | A        |
| Entertainment Weekly | [ 2 ]    |
| NME                  | [ 2 ]    |

Luke Forrest di AllMusic gli assegna un voto di 4/5 stelle, scrivendo: «Ice-T, autoproclamatosi il "gangster originale", ha messo insieme una lunga carriera segnata da coerenza e innovazione. [...] Sono escluse canzoni memorabili come Girls L.G.B.N.A.F e Girl Tried to Kill Me e molte collaborazioni di Ice-T tra cui quella con i Body Count, precursori dei Limp Bizkit e di altri gruppi rap metal. Queste eccezioni sono tuttavia periferiche, il succo della sua carriera è incluso qui.»
Entusiastica la recensione del critico Robert Christgau che assegna alla compilation una "A": «Mi mancava Cop Killer fino a quando ho accettato Ice-T per quello che sceglie di essere qui: non un sarcastico oltraggioso, bensì un fiducioso "spacciatore della verità", un uomo che ricorda bene, osserva e immagina esperienze dove il crimine a volte paga ma spesso anche no.»

## Tracce
1. 6 in the Mornin' – 3:43 (musica: Afrika Islam, Ice-T)
2. I'm Your Pusher – 5:35 (musica: Afrika Islam, Ice-T)
3. High Rollers – 4:36 (musica: Afrika Islam, Ice-T)
4. You Played Yourself – 4:14 (musica: Afrika Islam, Ice-T)
5. Peel the Caps Back – 3:41
6. O.G. Original Gangster – 4:44 (musica: Afrika Islam, Ice-T, SLJ)
7. Colors – 4:24 (musica: Afrika Islam, Ice-T)
8. New Jack Hustler (Nino's Theme) – 4:43 (musica: Afrika Islam, Ice-T)
9. Power – 4:26 (musica: Afrika Islam, Ice-T)
10. I Ain't New Ta This – 5:00 (musica: Afrika Islam, Ice-T)
11. That's How I'm Livin' – 4:38 (musica: Afrika Islam, Ice-T, SLJ)
12. I Must Stand – 3:59 (musica: San-Man)
13. Squeeze The Trigger – 5:46 (musica: Afrika Islam, Ice-T)
14. The Tower – 3:58
15. The Lane (E.V.A. Remix) – 4:08 (musica: DJ Ace, Ice-T, SLEJ-The Ruff Edge)
16. Money, Power & Women – 4:34 (musica: DJ Ace, Ice-T)